# Nicole Richardson
Pour les articles homonymes, voir Richardson.
Nicole Richardson (Melbourne, 26 juin 1970 - ) est une joueuse de softball australienne. En 1996, elle remporta une médaille de bronze en softball aux Jeux olympiques d'Atlanta avec l'équipe australienne de softball.